# 岡崎シビコ

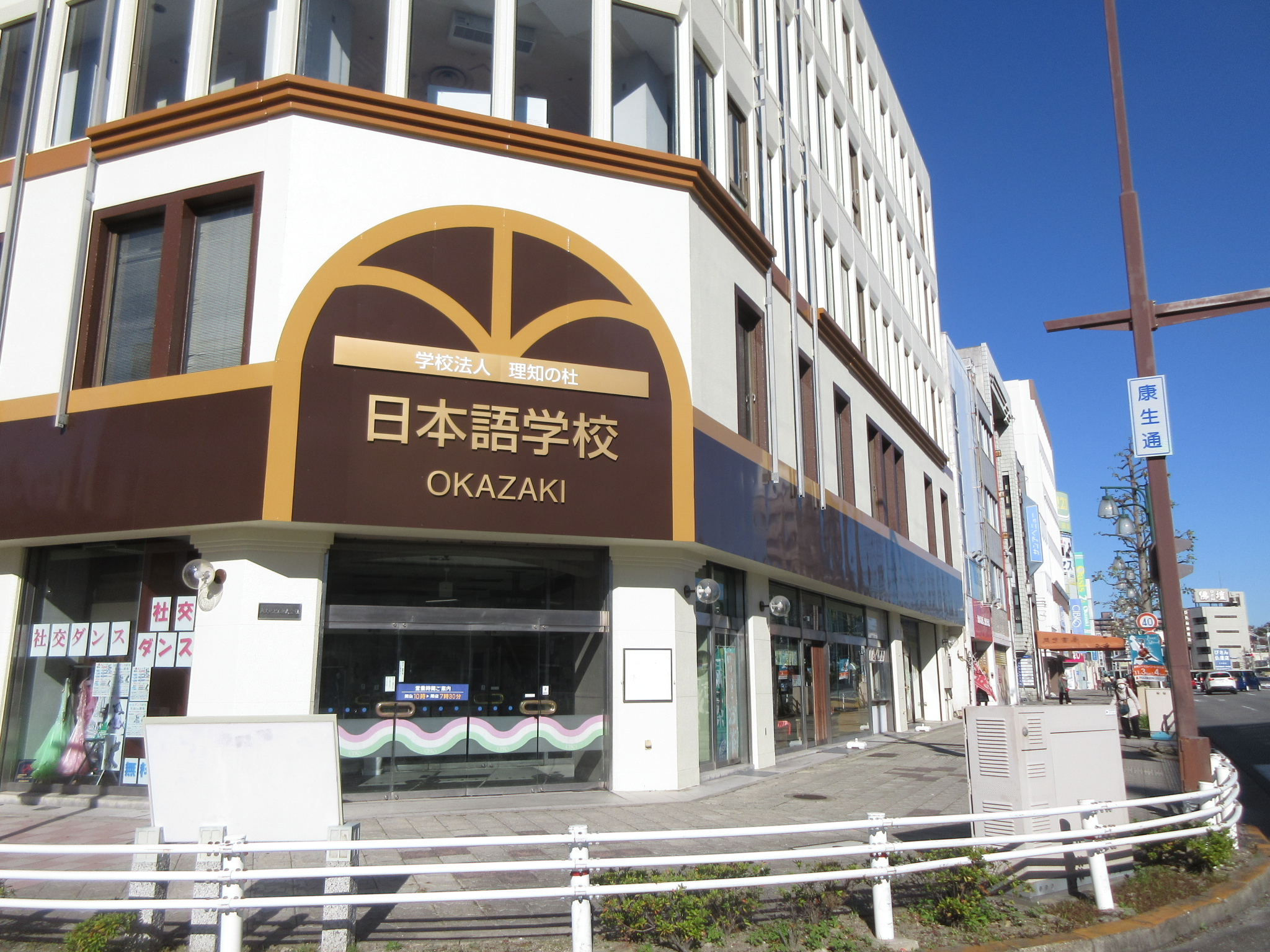
シビコ3号館に入っている「岡崎日本語学校」

岡崎シビコは、愛知県岡崎市康生通西2丁目にあるショッピングセンターである（店舗の東半分は本町通1丁目）。1976年（昭和51年）6月1日オープン。

## 歴史
もともとこの場所には核店舗を持たないたつき百貨店があったが、1965年（昭和40年）には核テナントとしてオカダヤ（後のジャスコ→イオン）が入った。
岡崎市の市街地再開発事業の一環として岡崎市と地元地権者が設立した「岡崎市本町康生西第二市街地再開発組合」が開発した地元主導型のショッピングセンターであった。
「岡崎市本町康生西第二市街地再開発組合」はビルの名前を公募し、県内外から1.519点が集まり、審査の結果、額田郡幸田町の市民が考えた「シビコ」が採用された。
1976年（昭和51年）6月1日、ショッピングセンター「シビコ」のうち、新天地ビル、たつきビルがオープン。
1977年（昭和52年）7月5日、「シビコ」のうち、中央ビル、岡崎相互ビルがオープン。
1997年（平成9年）の収入は約3億7000万円だったが、1998年（平成10年）にジャスコが撤退して専門店のみとなり、2015年（平成27年）の収入は約1億3000万円に減った。近くには百貨店など3つの大型商業ビルがあったが、いずれも閉店してマンションなどとなった。岡崎市中心市街地の年間小売販売額は、1997年（平成9年）の479億円から2007年（平成19年）には238億円にまで減少している。2023年（令和5年）5月現在、シビコ本館では地下1階、1階、2階、3階のみが使われており、上層階（4階から6階）はテナント不足から閉鎖されており、3階も2022年以降は美容室しか入居していない。
あいちトリエンナーレの会場として、2013年（平成25年）は上層階が、2016年（平成28年）は上層階と1階が使用された。
2018年（平成30年）、長野県松本市に拠点を置く学校法人理知の杜が3号館に岡崎日本語学校を開校した。